# St Peter’s College (Auckland)
St Peter’s College – państwowa szkoła średnia dla chłopców w Auckland w Nowej Zelandii. Uczą się w niej chłopcy w wieku 7 do 13 lat.
Mottem szkoły jest fraza To Love and To Serve (Amare et Servire), która jest także mottem kilku innych katolickich szkół w Auckland.